# Скотсдејл
Скотсдејл (енгл. Scottsdale) град је у америчкој савезној држави Аризона. По попису становништва из 2020. у њему је живело 241.361 становника. Носи епитет „Најзападнији град америчког запада”.

## Демографија
Према попису становништва из 2010. у граду је живело 217.385 становника, што је 14.680 (7,2%) становника више него 2000. године.
|                   | 2010.            | 2000.            |
| Укупно            | 217 385 (100,0%) | 202 705 (100,0%) |
| Белци             | 182 011 (83,73%) | 178 462 (88,04%) |
| Хиспаноамериканци | 19 225 (8,844%)  | 14 111 (6,961%)  |
| Азијати           | 7 239 (3,330%)   | 3 964 (1,956%)   |
| Остали            | 5 258 (2,419%)   | 3 667 (1,809%)   |
| Афроамериканци    | 3 652 (1,680%)   | 2 501 (1,234%)   |

## Партнерски градови
- Интерлакен